# Upplands runinskrifter 685
Upplands runinskrifter 685 finns på den västra sidan av Skohalvön. Den är skadad och svårläst. Stenen har varit sönderslagen och är hoplagad med cement. En del av texten saknas.

## Inskriften
Translitterering av runraden:
· u[lafʀ · a]uk · ar(m)untr · litu · raisa · stain · þi[na · aftiʀ · kaiʀmunt · faþur sin]
Normalisering till runsvenska:
Olafʀ ok Armundr letu ræisa stæin þenna æftiʀ Gæiʀmund, faður sinn.
Översättning till nusvenska:
Olov och Armund läto resa denna sten efter Germund, sin fader.
Mansnamnet Armundr (Arnmundr) är sällsynt och saknar andra belägg i svenska runinskrifter. Trots detta hittar Runnamnslexikon tiotal mycket liknande namn som t.ex. armutʀ på DR 239B, erinmontr på U 180 eller ermuntr på U 81. 

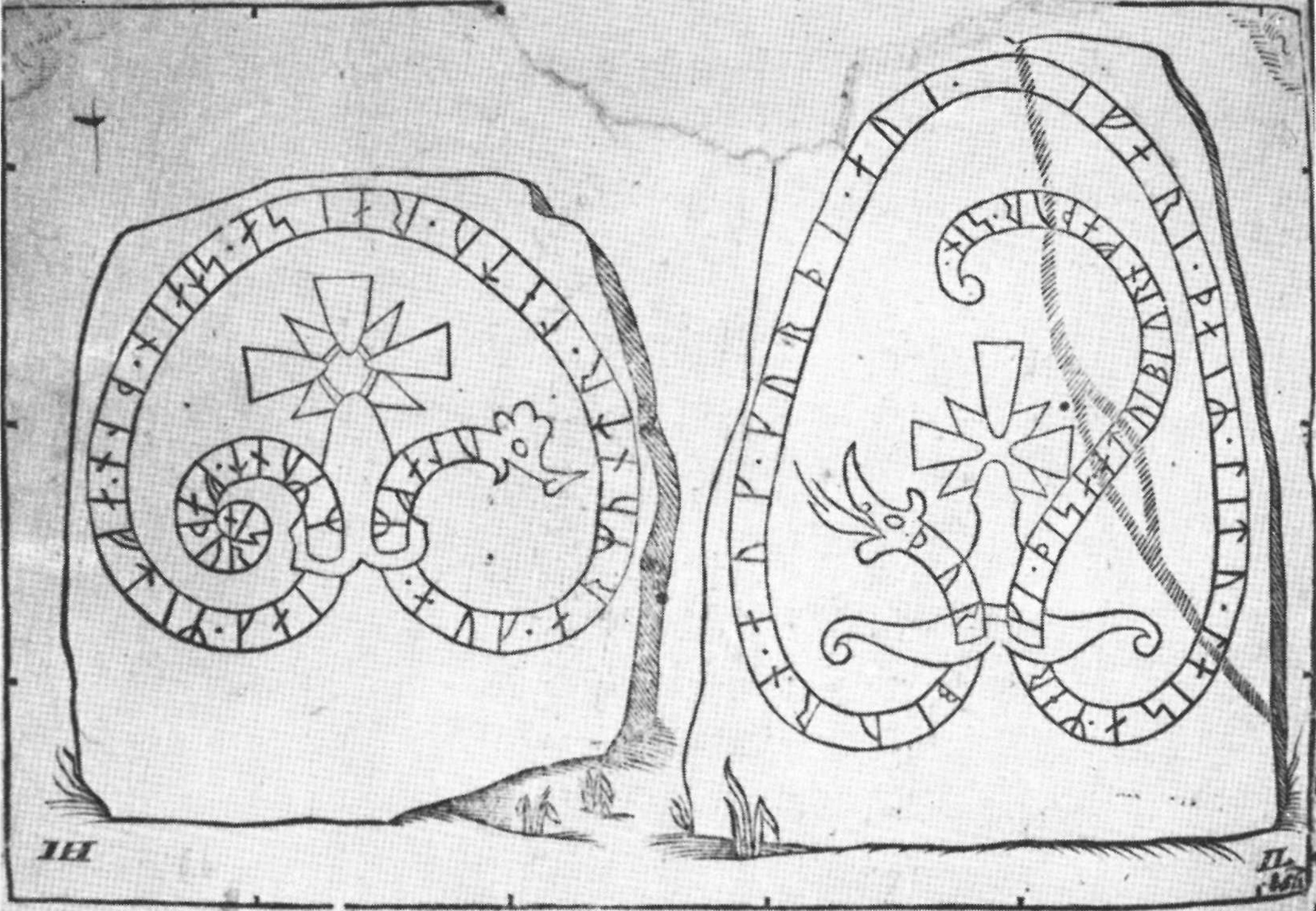
U 685 och U 686